# とっとりバーガーフェスタ
とっとりバーガーフェスタとは、鳥取県西部の大山周辺の伯耆町、大山町、江府町と鳥取県の共催で、2009年より開催されている日本最大規模のご当地バーガーの祭典である。

## 概要
2007年（平成19年）より、鳥取県は地域の食資源のアピールと、食を通じて県民の誇りと地域への愛着を醸成することを目的として「食のみやこ鳥取県」をスローガンにかかげて「食」をキーワードとした県政を進めていた。
佐世保バーガーをきっかけに「ご当地バーガーブーム」が盛り上がり始めた中で、2009年（平成21年）7月21日に初開催された「食のみやこ鳥取県」新・名物料理大賞では、伯耆町の地元食材である伯耆和牛のフィレステーキを挟んだ「大山バーガー」のほか、ご当地の海産物「もさえび」を使った鳥取市の「もさバーガー」が大賞を受賞した。地元のご当地バーガーが知名度を上げてきた状況の中、フードライターの柄木孝志は3年計画で「日本最大のご当地バーガーの祭典」としてブランド化することで、鳥取県の名を全国大会の場としてPRできると考えた。
同年、柄木が代表となり「とっとりバーガーフェスタ実行委員会」を立ち上げ、「ご当地バーガー」を一堂に集めた食のイベントを大山桝水高原（伯耆町）で開催することで、観光の振興と「食のみやこ鳥取県」の推進を図ることを目的に、官民が連携し日本最大規模のご当地バーガーの祭典を企画・実施することとなった。

## 沿革
2009年11月、「とっとりバーガーフェスタVol.1」は、すでに高い知名度を持っていた「佐世保バーガー」を迎えて「プレ大会」として地元の出展者を中心とした20店舗で開催された。鳥取県の地元食材を使った各種の「とっとりバーガー」は、この大会を機に生まれたものが多い。事前の関西圏・山陽圏へのプロモーション活動や情報発信により、2日間で県内外から約2万人の来場を集めたが、人気ゆえに1時間で売切れとなる店舗が出たり、会場地の収容人数や交通渋滞、周辺施設との連携などの多くの課題を残した。
2010年には平井伸治鳥取県知事を名誉顧問に迎えた「全国ご当地バーガー連絡協議会」を設立。「とっとりバーガーフェスタVol.2」は県内外から60店舗を集め、大幅に規模を拡大して伯耆町、大山町、江府町の3会場で開催された。「とっとりバーガーグランプリ」と題して各会場で人気バーガーを一般投票により決定するなどの企画を催し、2日間で約6万5000人の来場者を集め、大きな話題となった。
2011年に開催された「とっとりバーガーフェスタVol.3」では全国各地から集結した「ご当地バーガー」のナンバーワンを決める「全国ご当地バーガーグランプリ」を企画。事前に鳥取県代表の10店舗を決める予選会が大山中の原スキー場で行われた。台風12号の影響で当初の予定を変更し、奥大山会場（江府町）での開催は中止、販売は博労座会場（大山町）のみ、桝水高原会場（伯耆町）ではバーガーイベントのみの開催となった。
2014年からは大山町の大山寺・博労座駐車場（県立大山駐車場）のみでの開催となっている。

## 年表
| 回 | 開催年 | 開催日         | イベント名                                                      | 会場                                                             | 出展数             | 来場者数    | 備考                                                                                    |
| -- | ------ | -------------- | --------------------------------------------------------------- | ---------------------------------------------------------------- | ------------------ | ----------- | --------------------------------------------------------------------------------------- |
| 01 | 2009年 | 11月7日・8日   | とっとりバーガーフェスタVol.1                                   | 桝水高原会場（伯耆町）                                           | 県外3 県内16（17） | 約2万人     |                                                                                         |
| 02 | 2010年 | 10月10日・11日 | とっとりバーガーフェスタVol.2 とっとりバーガーグランプリ        | 博労座会場（大山町） 奥大山会場（江府町） 桝水高原会場（伯耆町） | 県外32 県内28      | 約6万5000人 |                                                                                         |
| 03 | 2011年 | 10月8日・9日   | とっとりバーガーフェスタVol.3 第1回全国ご当地バーガーグランプリ | 博労座会場（大山町） 桝水高原会場（伯耆町）                      | 県外28 県内10      |             | 奥大山会場（江府町）での開催は台風のため中止、 バーガーの販売は博労座会場（大山町）のみ |
| 04 | 2012年 | 10月7日・8日   | とっとりバーガーフェスタ2012 第2回全国ご当地バーガーグランプリ  | 博労座会場（大山町） 奥大山会場（江府町） 桝水高原会場（伯耆町） | 県外23 県内10      | 約3万人     |                                                                                         |
| 05 | 2013年 | 10月13日・14日 | とっとりバーガーフェスタ2013 第3回全国ご当地バーガーグランプリ  | 博労座会場（大山町） 奥大山会場（江府町） 桝水高原会場（伯耆町） | 県外27 県内10      | 約5万4000人 |                                                                                         |
| 06 | 2014年 | 11月8日・9日   | とっとりバーガーフェスタ2014 第4回全国ご当地バーガーグランプリ  | 大山博労座駐車場                                                 | 県外29 県内10      | 約2万6千人  | 台風19号により10月12日・13日から延期                                                    |
| 07 | 2015年 | 10月11日・12日 | とっとりバーガーフェスタ2015 第5回全国ご当地バーガーグランプリ  | 大山博労座駐車場                                                 | 県外21 県内10      |             | [ 21 ] [ 22 ]                                                                           |
| 08 | 2016年 | 10月9日・10日  | とっとりバーガーフェスタ2016 第6回全国ご当地バーガーグランプリ  | 大山博労座駐車場                                                 | 県外23 県内7       | 約3万8千人  | [ 25 ] [ 26 ]                                                                           |

### 関連イベント
| 開催年 | 開催日  | イベント名                           | 会場                                | 出展数      | 備考 |
| ------ | ------- | ------------------------------------ | ----------------------------------- | ----------- | --- |
| 2011年 | 9月18日 | とっとりバーガーフェスタ＠東京タワー | 東京タワー 1階正面玄関前特設会場    | 県内5       | 鳥取県予選を勝ち抜いた店舗を中心にした5店舗が出店。 前田牧場の極上肉汁バーガー、鳥取和牛 ホルソバーガー、ガイナ・チキンバーガー、ナンブーバーガー、琴浦あごカツカレーバーガーを販売。 |
| 2011年 | 11月3日 | とっとりバーガーミニフェスタ＠奥大山 | 奥大山スキー場前特設会場 （江府町） | 県外6 県内2 | 2011年の台風被害で会場使用が出来なかった江府町のために有志が集まって開催。 |
| 2012年 | 7月1日  | とっとりバーガーフェスタ@AKIBA       | ベルサール秋葉原                    | 県内5       | 鳥取県主催の「まんが王国とっとり」イベントに併催。 琴浦あごかつカレーバーガー、大山チキンチリバーガー、鳥取和牛の肉汁バーガー、もさバーガー、鳥取和牛ほるそバーガーを販売。           |

## 受賞バーガー
| 回   | イベント名                        | グランプリ | 団体                                                                                                  | 備考                   |
| ---- | --------------------------------- | --- | --- | ---------------------- |
| 0ex. | とっとりバーガーグランプリ        | LITTLE ITALY GAINA CHICKEN BURGER （博労座会場） 伯耆和牛A4バーガー （桝水高原会場） 奥大山おこわ飯バーガー （奥大山会場） | 鳥取県・米子市 Cafe Dining Lounge THE PARK 鳥取県・米子市 Bar Passeggiata 鳥取県・江府町 おかもと旅館 |                        |
| 01   | 第1回全国ご当地バーガーグランプリ | 別海ジャンボホタテバーガー                                                                                                 | 北海道・別海町 別海ジャンボホタテバーガー地域活性化協議会                                             |                        |
| 02   | 第2回全国ご当地バーガーグランプリ | 別海ジャンボホタテバーガー                                                                                                 | 北海道・別海町 別海ジャンボホタテバーガー地域活性化協議会                                             |                        |
| 03   | 第3回全国ご当地バーガーグランプリ | あわじ島バーガー（オニオンビーフバーガー）                                                                                 | 兵庫県・南あわじ市 淡路島オニオンキッチン                                                             |                        |
| 04   | 第4回全国ご当地バーガーグランプリ | まるごと！紀州梅バーガー                                                                                                   | 和歌山県・湯浅町 パン工房カワ（株式会社カワ）                                                         | 延期開催による参考記録 |
| 05   | 第5回全国ご当地バーガーグランプリ | まるごと！紀州梅バーガー                                                                                                   | 和歌山県・湯浅町 パン工房カワ（株式会社カワ）                                                         |                        |
| 06   | 第6回全国ご当地バーガーグランプリ | 里山のジビエバーガー | 和歌山県・古座川町 パン工房カワ（株式会社カワ）                                                       |                        |

## 参加バーガー
| 地域                          | バーガー名 | 団体名                                                           |
| ----------------------------- | --- | ---------------------------------------------------------------- |
| 北海道・札幌市                | 北海道 元祖うにチーズバーガー | HAMBURGER SHOP "TACK"                                            |
| 北海道・別海町                | 別海ジャンボホタテバーガー | 別海ジャンボホタテバーガー地域活性化協議会                       |
| 福島県・国見町                | 国見バーガー | 国見町商工会・国見まちづくり株式会社                             |
| 茨城県・水戸市                | 水戸ちゃあしゅうバーガー | ちゃあしゅう屋                                                   |
| 栃木県・足利市                | 元祖！足利名物ポテト入りやきそバーガー | こばらベーグル                                                   |
| 東京都・武蔵野市              | 武蔵野ヤキトリバーガー TOKYOテリタマバーガー | COCKTAIL HAMBURGERS（コックテイルハンバーガーズ）                |
| 長野県・白馬村                | スーパープレミアム白馬ーガー |                                                                  |
| 静岡県・静岡市                | 静岡まぐろバーガー |                                                                  |
| 静岡県・沼津市                | ぬまづトロフィッシュバーガー | ぬまづトロフィッシュバーガー事務局                               |
| 静岡県・富士市                | 牛タン100%ハンバーガー | 牛タン100%ハンバーガー普及の会                                   |
| 静岡県・三島市                | THIS伊豆しいたけバーガー | THIS 伊豆 SHIITAKE バーガーキッチン                              |
| 神奈川県・湯河原町            | 相模湾を眺めるアジなバーガー | DAMMTRAX CAFÉ                                                    |
| 愛知県・名古屋市              | チキン味噌カツバーガー | LOCO-BURGER                                                      |
| 愛知県・豊川市                | おきつねバーガー | おきつね本舗                                                     |
| 福井県・高浜町                | 曙バーガー 若狭高浜曙バーガー | 曙食堂（曙食道）                                                 |
| 福井県・坂井市                | 三國バーガー | 三國湊座                                                         |
| 岐阜県・山県市                | やまがた元気玉バーガー | 山県畜産クラスター協議会                                         |
| 岐阜県・笠松市                | 飛騨牛ホーシューバーガー | NPO法人 元気きそがわ                                             |
| 和歌山県・湯浅町              | まるごと!? 紀州梅バーガー | パン工房カワ（株式会社カワ）                                     |
| 和歌山県・古座川町            | 里山のジビエバーガー | パン工房カワ×和歌山県古座川町                                    |
| 三重県・志摩町                | パルコロバーガー | 山﨑屋                                                           |
| 滋賀県・高島市                | 近江米バーガー「うなぎ」or「近江牛入石焼ビビンバ」 近江米バーガー茶漬け 鰻                                                                              | 鰻彩堂（まんざいどう）                                           |
| 奈良県・大淀町                | 吉野大淀 鮎フライバーガー 大和牛とヤマトクラシックポークのWパテ番茶薫るバーガー 略して大淀バーガー                                                      | 道の駅吉野路 大淀iセンター レストランときん                      |
| 京都府・京都市                | 京都九条ネギバーガー 九条ねぎ味噌バーガー 極上A4熟成丹波牛京九条ねぎ玉スペシャル味噌チーズバーガー                                                      | 九条ねぎバーガー マハロ（MAHALO）                                |
| 京都府・綾部市                | みそポン！ 上林鶏の“テ・リ・チ・キ（テリヤキチキンバーガー） 上林鶏（かんばやしどり）の枝豆つくねバーガー                                               | 府立綾部高校東分校×あやべ温泉                                    |
| 京都府・京都市                | 京都発ライスバーガー紫/緑 | 米屋の創作おにぎり利次郎                                         |
| 京都府・木津川市              | 京都やましろ筍バーガー | 木津川市山城町商工会                                             |
| 京都府・亀岡市                | 丹波野菜フレッシュバーガー | 京都ダイコクバーガ                                               |
| 大阪府・大阪市                | 鶴橋カルビバーガー 鶴橋プルコギバーガー | 鶴橋バーガー（鶴橋屋）                                           |
| 大阪府・高槻市                | 高槻バーガー | T’s★Diner（ティーズスターダイナー）                              |
| 大阪府・高槻市                | 高槻★（スター）バーガー | 高槻バーガーPR実行委員会                                         |
| 大阪府・池田市                | チキンラーメンざっくざく!!池炭バーガー | 関関COLORS×Boulangerie Antibes                                   |
| 大阪府・寝屋川市              | 本気のねやバーガー | ねや川ご当地グルメを創出する会                                   |
| 大阪府・箕面市                | みのおBBQソーセージステーキバーガー | チームゆずる君                                                   |
| 兵庫県・神戸市                | めちゃうま赤松角煮バーガー | 中国自動車道赤松PA（上り）                                       |
| 兵庫県・神戸市                | 神戸バーガー | 神戸バーガー                                                     |
| 兵庫県・神戸市                | GAVLY“神戸牛 極み”バーガー 神戸“極み2”バーガー 神戸プレミアムバーガー2 神戸牛入り黒毛和牛(A5)のパテと淡路鶏のつくねの2色バーガー                        | KOBE GAVLY                                                       |
| 兵庫県・姫路市                | 天空ばぁがぁ＆姫路城お隠れバーガー | やっさ弁当                                                       |
| 兵庫県・たつの市              | たつのバーガー・牡蠣クリームコロッケバーガー たつの牡蠣グラタンコロッケバーガー たつのバジルチキンバーガー                                              | キッチンSANSARA（サンサーラ）                                    |
| 兵庫県・淡路市                | 淡路島ゴールデンハンバーガー | トムズスタジオ淡路夢舞台店                                       |
| 兵庫県・南あわじ市            | あわじ島バーガー あわじ島オニオングラタンバーガー あわじ島オニオンビーフバーガー                                                                        | 淡路島オニオンキッチン(南あわじ市商工会）                        |
| 兵庫県・明石市                | 明石原人バーガー | 桧亭＆とりどり                                                   |
| 兵庫県・香美町                | たじま魚（とと）カツバーガー | 「たじまのさかな」新商品・新メニューの開発推進チーム             |
| 岡山県・真庭市                | 蒜山ジャージーランドバーガー | ひるぜんジャージーランド・蒜山酪農協同組合                       |
| 岡山県・津山市                | 津山バーガー | 津山バーガー研究会                                               |
| 岡山県・美作市                | みまさか黒豆バーガー |                                                                  |
| 岡山県・倉敷市                | 倉敷バーガー |                                                                  |
| 岡山県・倉敷市                | 倉敷ステーキバーガー | エコクラシキ 兼康家                                              |
| 岡山県・総社市                | 総社ドッグ | 総社ドッグ普及研究会                                             |
| 広島県・広島市                | 広島流川コウネ・バーガー |                                                                  |
| 広島県・廿日市市              | 宮島地穴子バーガー | (株)広電宮島ガーデン（山陽自動車道宮島SA下り線）                 |
| 広島県・竹原市                | 竹原たけのこのテリヤキ牛コロッケバーガー | 竹原ご当地グルメ推進協議会                                       |
| 広島県・八千代町(安芸高田市)  | 八千代鹿バーガー | 八千代産直市場                                                   |
| 広島県・世羅町                | 農場バーガー | 世羅高原農場 世羅バーガープロジェクト                            |
| 島根県・西ノ島町              | 隠岐・西ノ島おさかなスリーミーバーガー |                                                                  |
| 徳島県・徳島市                | とくしまバーガー | Rich burger factory / とくしまバーガー協同組合（2012年）         |
| 愛媛県・内子町                | 内子豚もろみ焼バーガー | 内子フレッシュパークからり                                       |
| 鳥取県・琴浦町                | 琴浦あごカツカレーバーガー | あぶい蒲鉾                                                       |
| 鳥取県・琴浦町                | 牛骨ラーメンバーガー | 元祖琴浦ラーメンたかうな                                         |
| 鳥取県・鳥取市                | 鳥取駅南極厚角煮バーガー 鳥取和牛 ほるそバーガー | 鳥取駅南振興会                                                   |
| 鳥取県・鳥取市                | もさバーガー〜恋人の聖地編〜 | 道の駅神話の里 白うさぎ ぎんりん亭                               |
| 鳥取県・鳥取市                | 新・いなばのジビエバーガー | いなばのジビエ推進協議会                                         |
| 鳥取県・日野市                | 奥日野きのこのコンフィバーガー | 奥日野バーガープロジェクト実行委員会                             |
| 鳥取県・米子市                | LITTLE ITALY GAINA CHICKEN BURGER | Cafe Dining & Lounge THE PARK                                    |
| 鳥取県・米子市                | 鳥取和牛の極上2種のチーズバーガー | 焼き肉 黒                                                        |
| 鳥取県・米子市                | 米子バーガー“贅”鳥取和牛と燻製大山ハーブどりのダブルパテ 米子バーガー“贅”焦がし燻製醤油のベーコンと粗挽きビーフ100%のパティ                             | 伯耆ノ国三ツ星食材プロジェクト                                   |
| 鳥取県・米子市                | 大山どり ワインに包まれて | BOULANGERIE LE Lien（ブランジェリー・ル・リアン）                |
| 鳥取県・米子市                | 大山パークウェイ ハーブチキンの南蛮バーガー | キッチン ノスタルジヤ                                            |
| 鳥取県・米子市                | 妻木黒毛和牛A4バーガー | Bar Passeggiatta / 白鳳の里                                      |
| 鳥取県・米子市 安来市・東京都 | 東伯和牛 炭火 はみだしバーガー | 炉端かば                                                         |
| 鳥取県・米子市・境港市        | 前田牧場の極上肉汁バーガー | チーム黒（焼き肉黒・婀國・ルポルト 連合隊）                      |
| 鳥取県・米子市                | サザエソースのジャックバーガー | 魚魚亭（ぎょぎょてい）                                           |
| 鳥取県・米子市                | 2代目 米子がいなバーガー | 米子がいなバーガー普及実行委員会                                 |
| 鳥取県・伯耆町                | 大山バーガー 鳥取和牛ヒレステーキバーガー | 桝水フィールドステーション                                       |
| 鳥取県・伯耆町                | 大山Gバーガー new大山Gバーガー「大山黒ぼくバーガー」 | 大山Gビール・ビアホフガンバリウス                                |
| 鳥取県・伯耆町                | 鳥取和牛を使ったグラタンと宮城エゴマ豚のメンチカツ 最強コラボバーガー 宮城 鳥取の復興!コラボバーガー 復興コラボバーガーthe3rd厚切りタンシチューバーガー | ゆめ工房（夢食研株式会社）                                       |
| 鳥取県・伯耆町                | 大山鶏ひたひた大根バーガー 大山鶏しゃんしゃん白ネギバーガー 大山鶏ひた×ぶた大根バーガー 伯耆☆日光りんごバーガー”絆”                                     | 伯耆キズナバーガーズ                                             |
| 鳥取県・大山町・米子市        | 大山僧兵バーガー“禅” | 伯耆ノ國大山開山1300年精進料理開発部                             |
| 鳥取県・大山町                | 大山ルビーミルフィーユカツバーガー | 大山町農商工連携等サポートセンター                               |
| 鳥取県・大山町                | 大山チキンチリバーガー 大山まるごと とろっと牛バーガー                                                                                                  | 道の駅大山恵みの里                                               |
| 鳥取県・江府町                | 奥大山おこわ飯バーガー |                                                                  |
| 鳥取県・南部町                | ナンブーバーガー | 株式会社ナンブー with 南部町商工会青年部（桜家Cafe）             |
| 鳥取県・南部町                | 竹するめバーガー | 緑水園                                                           |
| 鳥取県・南部町                | グラノーラといちじくソースのクラッシュナッツバーガー グラノーラといちじくソースのクラッシュナッツバーガー＊プレミアム                                   | ノームの糸車＆なんぶバーガー応援隊                               |
| 鳥取県・境港市                | 夢みなとイカめしバーガー | まつぼっくり事業所                                               |
| 鳥取県・境港市                | 黄金アジミンチバーガー | 元気亭。グループ（COCO DES キッチン）                            |
| 鳥取県・境港市                | やっぱりイカでシメ ! 山海 屋台バーガー | RUMBLE（ランブル）                                               |
| 鳥取県                        | ネタが選べる貝殻フィッシュバーガー | Café ippo                                                        |
| 山口県・岩国市                | 錦帯ステーキバーガー | 肉のきくがわ                                                     |
| 山口県・柳井市                | 柳井バーガー | ベーカリー・シュクルヴァン柳井店                                 |
| 山口県・山口市                | 長州 燻しブタバーガー とくぢ味噌ごぼうバーガー | BULL'S CAFE                                                      |
| 福岡県・上毛町                | こうげ「愛（LOVE）」バーガー | 上毛乃台所 聖林（こうげキッチン はりうっど）                     |
| 長崎県・佐世保市              | 佐世保バーガー 佐世保通（つう）バーガー | Big Man（ビッグマン）                                            |
| 長崎県・佐世保市              | ベーコンエッグバーガー |                                                                  |
| 大分県・中津市                | 洞門バーガー 中津からあげライスバーガー | NPO法人 創生・絆・心・大分ネットワーク                           |
| 鹿児島県・霧島市              | なんこつ黒もっちバーガー |                                                                  |
| 沖縄県・宜野座村              | 完熟マンゴーソースバーガー | 沖縄バーガープロジェクト実行委員会 宜野座バーガー 炭焼家てんぷす |
| 沖縄県・嘉手納町              | KADENA BURGER 黒毛和牛のミートソースチーズバーガー | 沖縄バーガープロジェクトチーム KADENA BURGER from 3S cafe        |